# Joseph Almudever
Josep Eduard Almudéver Mateu est un communiste français d'origine espagnole, né le 30 juillet 1919 à Marseille et mort le 23 mai 2021 à Saint-Jean-de-Verges,. Pendant la guerre civile espagnole, il s'engage dans les rangs républicains puis des Brigades internationales. Arrêté en 1939, il connaît le camp de concentration franquiste d'Albatera et est emprisonné durant quatre ans. Il participe à la guérilla avant de devoir s'exiler en 1947.
En France, il s'établit en Ariège, à La Tour-du-Crieu. Il milite au sein de la Confédération générale du travail et du Parti communiste français. Il est à sa mort le dernier brigadiste connu.

## Biographie
Joseph Almudéver naît français en 1919 à Marseille, dans le Sud de la France, de parents espagnols. Sa famille s'établit en 1931 à Alcàsser, dans la province de Valence, village d'où est originaire son père, peu avant la proclamation de la Seconde République. Il a suivi l'école en France à Lodève (Hérault), cependant, en Espagne, sa famille étant pauvre, il ne peut pas étudier et doit travailler,. 
Il témoigne sur les débuts de son militantisme politique à la La Dépêche du Midi en 2016 : « Ma mère était socialiste et quand la révolte des Asturies a éclaté en 1934, mon père venait me chercher pour que je lise le journal aux ouvriers et que je leur explique. C'est comme ça que je suis entré en politique. » Il rejoint à leur création les Jeunesses socialistes unifiées, d'obédience communiste,.

### Guerre d'Espagne
Au moment du coup d'État de juillet 1936, Joseph Almudéver est à Valence. Bien qu'encore mineur, il s'engage parmi les volontaires républicains. Mentant sur son âge, il rejoint la colonne Pablo Iglesias formée par le Parti socialiste ouvrier espagnol, qui est déployée sur le Teruel. Son grand frère, Vincent Almudéver (né en 1917), rejoint aussi la milice républicaine.
Blessé au front Teruel par un tir de mortier en mai 1938, Almudéver est envoyé à l'arrière. Son véritable âge découvert au sortir de l'hôpital en juillet 1938, il ne peut réintégrer les troupes républicaines. Profitant de sa nationalité française, il rejoint les Brigades internationales, dans la 129e Brigade internationale (en) francophone, mais n'est plus présent au front. Il y reste peu de temps, les brigades étant dissoutes en octobre 1938. La sienne se retire à Marseille,. Il revient à Valence en février 1939, à bord d'un navire britannique transportant de la farine. Il retrouve ses parents qui le croyaient mort fusillé.
Peu après son arrivée, il est capturé par les nationalistes avec son père au port d'Alicante. Ils sont tous deux internés dans le camp de concentration franquiste d'Albatera, d'où il est ensuite déplacé. En 1941, il est condamné à mort pour « aide à la rébellion », peine commuée en trente ans d'emprisonnement.

### Guérilla
Joseph Almudéver parvient à être libéré pour bonne conduite après quatre ans. Il rejoint le Levant espagnol où il prend part à la guérilla anti-franquiste au sein de l'Agrupación guerrillera de Levante y Aragón. Il est agent de liaison jusqu'en 1946. Après l'attaque d'un chemin de fer à Catarroja, son groupe tombe en 1947 et deux de ses camarades sont fusillés. Il est contraint à l'exil.

### Exil en France
Almudéver part clandestinement à Barcelone. Il parvient à franchir les Pyrénées à pieds en août 1947 pour la France et rejoint son frère Vincent à Pamiers (Ariège). Son épouse Carmen Ballester le rejoint.
Il obtient un emploi de maçon. Il s'encarte à la Confédération générale du travail et au Parti communiste français dans l'Ariège. Malgré l'autorisation qui lui est accordée de revenir séjourner en Espagne en 1965, il passe le reste de sa vie en Ariège. Il construit sa maison à La Tour-du-Crieu. Son frère, Vincent Almudever, fête ses 100 ans en Ariège, à Rimont, en 2017.
Joseph Almudéver conserve ses opinions politiques, et, en raison de celles-ci, refuse l'indemnité d'un million de pesetas octroyée aux anciens prisonniers des franquistes, « de l'argent sale ». Il devient à la fin des années 2010 le dernier membre connu des Brigades internationales en vie,. Il est invité à témoigner dans des conférences, à la presse ou à la radio. Il est le sujet du documentaire El último brigadista en 2018. Il est nommé en 2016 embajador par la Généralité valencienne, qui le qualifie de « témoin exceptionnel de notre histoire et de la mémoire vivante de la lutte pour la liberté » ; lors de la cérémonie, alors que retentit l'hymne national et royal Marcha Real, il descend de l'estrade.
Il meurt le 23 mai 2021, à l'âge de 101 ans.

### Filmographie
- Joseph Almudever, la guerre d'Espagne en héritage, 1re partie : Jusqu'au bout de l'engagement, interview de Jean-Michel Caralp, 53 minutes, Université Paul Valéry Montpellier 3, France, 2019, [voir en ligne]
- Joseph Almudever, la guerre d'Espagne en héritage, 2e partie : Résistance à la répression franquiste, d'une guerre à l'autre, interview de Jean-Michel Caralp, 64 minutes, Université Paul Valéry Montpellier 3, France, 2019, [voir en ligne]
- El último brigadista, documentaire de Carlos Sánchez Escrivà, 59 minutes, Three Roots Media, Espagne, 2018 [voir en ligne]